# Periplasma
De periplasmatische ruimte of periplasma is een ruimte tussen de binnenste celmembraan en buitenste membraan bij gram-negatieve bacteriën of de equivalente ruimte buiten de binnenste membraan bij gram-positieve bacteriën. Het kan tot 40% van het celvolume beslaan bij gram-negatieve species, maar is drastisch smaller bij de gram-positieve. Het periplasma bevat een los netwerk van mureïne (peptidoglycaan), evenals een 'gel' die veel periplasmatische eiwitten bevat. Het betreft hydrolytische enzymen, bindingsproteïnen voor het ABC-transport en chemoreceptoren voor de chemotaxis. Andere enzymen in het periplasma zijn betrokken bij verschillende biochemische pathways, zoals de peptidoglycaansynthese, het elektronentransport en het xenobiotisch metabolisme. De buitenste membraan heeft dus als voornaamste functie om die periplasmatische eiwitten dicht bij de cel te houden. Bij sommige bacteriën bevat het periplasma ook bèta-lactamase, een enzym verantwoordelijk voor de afbraak van penicilline. Dit kan van klinisch belang zijn wanneer we spreken over antibiotica resistentie.

Bouw van een gram-negatieve celwand

## Ander gebruik
In gist verwijst de term "periplasmatische ruimte" naar de dunne regio tussen de plasmamembraan en de celwand. (Bij bacteriën is het een eigenlijk deel van de celwand)

## Meer info
- D. White, The Physiology and Biochemistry of Prokaryotes, Oxford University Press, Oxford, 2000, pp. 22.